# Varvažov (Telnice)
Varvažov (deutsch Arbesau) ist ein Ortsteil der tschechischen Gemeinde Telnice (deutsch Tellnitz) im Okres Ústí nad Labem in der Region Ústecký kraj.

## Lage
Varvažov liegt am Fuß des östlichen Erzgebirges unweit der tschechischen Fernverkehrsstraße 13. Im Ort befindet sich der Arbesauer Teich, der vom Tellnitz- oder Grundbach gespeist wird.

## Geschichte
Der Ort ist aus Nieder- und Oberarbesau hervorgegangen und wurde 1521 erstmals urkundlich erwähnt. Er gehörte bis 1580 zur Herrschaft Graupen, danach zu Kulm. An der Kreuzung der beiden Chausseen wurde ein Posthaus mit Ausspanne errichtet, das später als Gasthaus den Namen „Zur Post“ trug. Durch den Bau der Poststraße Teplitz-Peterswald ab 1803, von der hier eine Verbindungsstraße nach Aussig abzweigte, erlangte Arbesau zunehmende Bedeutung. Durch die Lage unmittelbar an einer bedeutenden Straßenkreuzung
fanden in der Nähe von Arbesau in den Befreiungskriegen 1813 bedeutende Gefechte statt, die in die Geschichte als Schlacht bei Kulm eingegangen sind. Dabei wurde der Ort fast vollständig zerstört. Ab Mitte des 19. Jahrhunderts war Arbesau eine Gemeinde im Gerichtsbezirk Karbitz bzw. im Bezirk Außig.
Der Ort zählte vor dem Zweiten Weltkrieg 143 Häuser mit 1043 Einwohnern. Zu Beginn des 20. Jahrhunderts erhielt der Ort Anschluss an die Straßenbahn von Aussig nach Tellnitz. 1991 hatte der Ort 322 Einwohner. Im Jahr 2001 bestand das Dorf aus 85 Wohnhäusern, in denen 344 Menschen lebten.

## Sehenswürdigkeiten

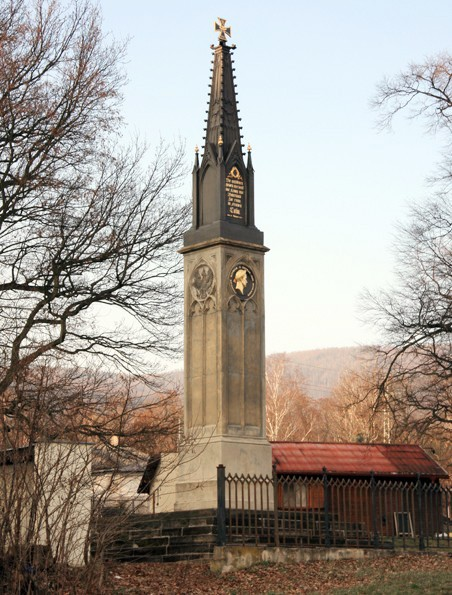
Denkmal für die preussischen Soldaten

In der Nähe des früheren Posthauses steht rechts der Straße eine 10 m hohe Spitzsäule mit Inschrift, das sog. Schinkel-Tabernakel von Kulm. Es handelt sich um das preußische Denkmal an die Schlacht bei Kulm. Dieses von Karl Friedrich Schinkel entworfene Denkmal wurde am 8. September 1817 enthüllt. Es hat folgendes Epitaph: 

„Die gefallen Helden ehrt dankbar König und Vaterland. Sie ruhen in Frieden. Kulm am 30. August 1813“

 Ursprünglich war es nur eine neogotische gusseiserne Pyramide mit Inschriften und einem Eisernen Kreuz auf der Spitze. Dieses Kreuz war 1813 als Kriegsauszeichnung von König Friedrich Wilhelm III. von Preußen gestiftet worden. 1857 hat man die Schinkelpyramide auf einen Sandsteinsockel gehoben, um in der Größe mit dem gegenüberliegenden österreichischen Denkmal die Gleichwertigkeit zu betonen. Der Unterbau wurde mit dem Porträt des preußischen Königs versehen.

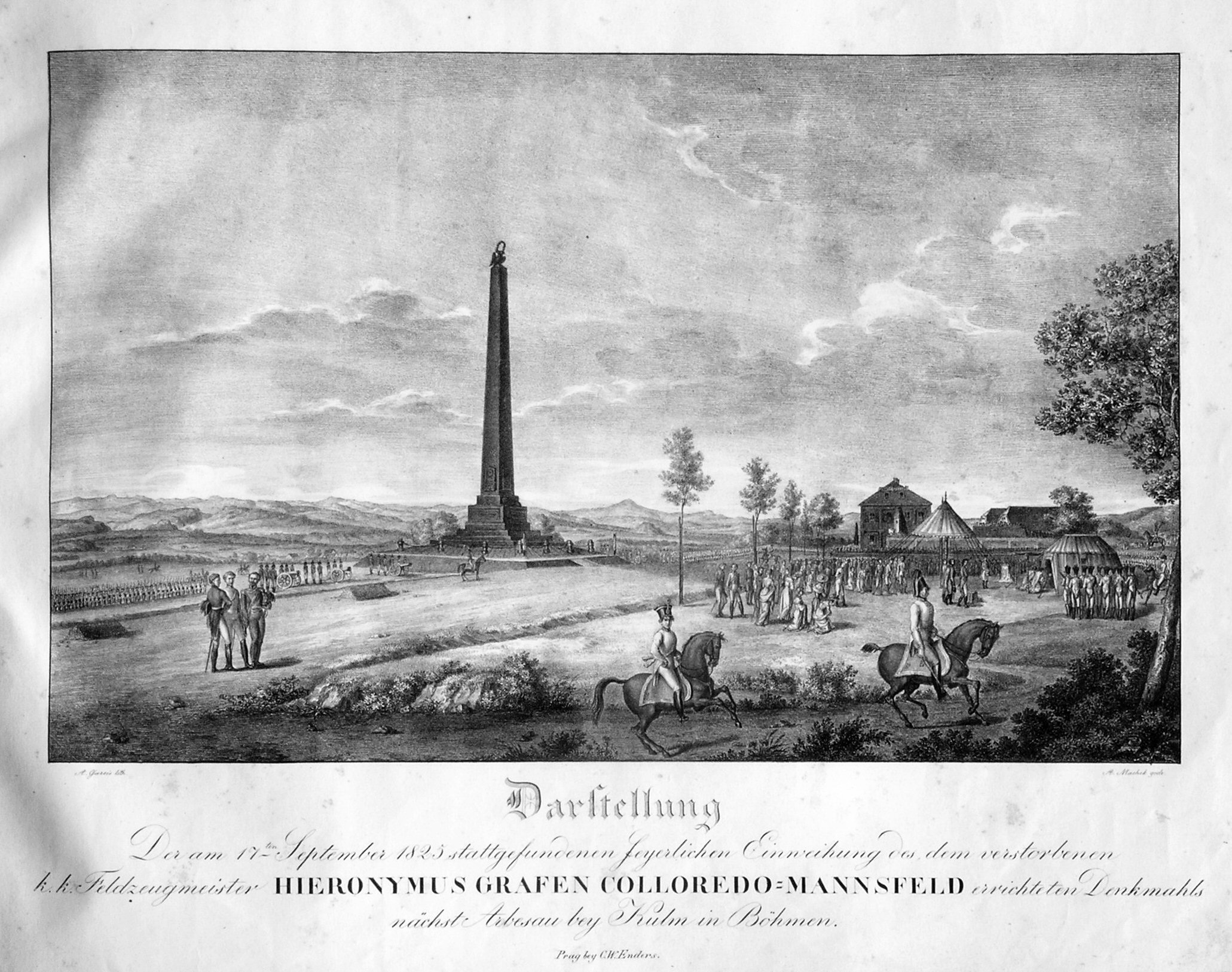
Denkmal für General von Colloredo-Mansfeld

Auf der anderen Straßenseite befindet sich das österreichische Denkmal, das dem österreichischen General Hieronymus von Colloredo-Mansfeld gewidmet ist, der hier am 17. September 1813 die Franzosen zum zweiten Male schlug. Der Obelisk wurde 1825 errichtet und am 17. September desselben Jahres feierlich eingeweiht. Er wird gekrönt von einem in der Neu-Joachimsthaler Hütte gegossenen Doppeladler mit Lorbeerkranz. Bildhauer war Wenzel Prachner aus Prag.